# حدث نيازك الأوردوفيشي
حدث نيازك الأوردوفيشي هي زيادة كبيرة في معدل سقوط نيازك كوندريت (قليل الحديد "L") على الأرض خلال فترة الأوردوفيشي الأوسط، منذ حوالي 467.5 ± 0.28 مليون سنة. ويشار إلى ذلك من خلال نيازك كوندريت"L" الأحفورية في المحجر السويدي والتركيزات المعززة من حبيبات كروميت الكوندريت العادي في الصخور الرسوبية لهذا الوقت. وكانت هذه الزيادة المؤقتة في معدل الاصطدام ناتجة على الأرجح من تدمير الجسم الأساسي لـ(كوندريت-L) قبل 468 ± 0.3 مليون سنة بعد تطاير شظايا في مدارات عبور الأرض، والتَأرِيخ الزمني مدعوم بعصور الصدمات للعديد من النيازك (كوندريت-L) التي تقع على الأرض في هذا اليوم. وويعتقد بأن هذا التدفق ساهم في الحدث الكبير للتنوع البيولوجي للأوردوفيشي، بالرغم من الشكوك في ذلك.